# Grande Prêmio do Barém de 2010
Resultados do Grande Prêmio do Barém de Fórmula 1 realizado em Sakhir em 14 de março de 2010. Primeira etapa do campeonato, foi vencido pelo espanhol Fernando Alonso, que subiu ao pódio junto a Felipe Massa numa dobradinha da Ferrari, com Lewis Hamilton em terceiro pela McLaren-Mercedes.

## Resumo
- Devido ao aumento de carros no grid para essa temporada, a corrida foi realizada em um novo traçado de pista com 887 metros a mais.[3]
- Primeira vitória de Fernando Alonso na Ferrari, logo na sua esteia da equipe italiana;
- Pilotos estreantes: Karun Chandhok, Bruno Senna, Lucas di Grassi, Nico Hulkenberg e Vitaly Petrov. Petrov estreava, assim como a Rússia na Fórmula 1;
- Equipes estreantes: Virgin, Hispania e Lotus;
- Aposentados desde 2006 e regressados: Michael Schumacher[4] e Pedro de la Rosa[5]
- Acidentados durante a temporada de 2009 e recuperados para 2010: Felipe Massa[6] e Timo Glock.[7]

## Classificação da prova

### Treinos classificatórios
| Pos.   | Nº | Piloto             | Equipe               | Q1       | Q2       | Q3       | Grid |
| ------ | -- | ------------------ | -------------------- | -------- | -------- | -------- | ---- |
| 1      | 5  | Sebastian Vettel   | Red Bull-Renault     | 1:55.029 | 1:53.883 | 1:54.101 | 1    |
| 2      | 7  | Felipe Massa       | Ferrari              | 1:55.313 | 1:54.331 | 1:54.242 | 2    |
| 3      | 8  | Fernando Alonso    | Ferrari              | 1:54.612 | 1:54.172 | 1:54.608 | 3    |
| 4      | 2  | Lewis Hamilton     | McLaren-Mercedes     | 1:55.341 | 1:54.707 | 1:55.217 | 4    |
| 5      | 4  | Nico Rosberg       | Mercedes             | 1:55.463 | 1:54.682 | 1:55.241 | 5    |
| 6      | 6  | Mark Webber        | Red Bull-Renault     | 1:55.298 | 1:54.318 | 1:55.284 | 6    |
| 7      | 3  | Michael Schumacher | Mercedes             | 1:55.593 | 1:55.105 | 1:55.524 | 7    |
| 8      | 1  | Jenson Button      | McLaren-Mercedes     | 1:55.715 | 1:55.168 | 1:55.672 | 8    |
| 9      | 11 | Robert Kubica      | Renault              | 1:55.511 | 1:54.963 | 1:55.885 | 9    |
| 10     | 14 | Adrian Sutil       | Force India-Mercedes | 1:55.213 | 1:54.996 | 1:56.309 | 10   |
| 11     | 9  | Rubens Barrichello | Williams-Cosworth    | 1:55.969 | 1:55.330 |          | 11   |
| 12     | 15 | Vitantonio Liuzzi  | Force India-Mercedes | 1:55.628 | 1:55.623 |          | 12   |
| 13     | 10 | Nico Hülkenberg    | Williams-Cosworth    | 1:56.375 | 1:55.857 |          | 13   |
| 14     | 22 | Pedro de la Rosa   | BMW Sauber-Ferrari   | 1:56.428 | 1:56.237 |          | 14   |
| 15     | 16 | Sébastien Buemi    | Toro Rosso-Ferrari   | 1:56.189 | 1:56.265 |          | 15   |
| 16     | 23 | Kamui Kobayashi    | BMW Sauber-Ferrari   | 1:56.541 | 1:56.270 |          | 16   |
| 17     | 12 | Vitaly Petrov      | Renault              | 1:56.167 | 1:56.619 |          | 17   |
| 18     | 17 | Jaime Alguersuari  | Toro Rosso-Ferrari   | 1:57.071 |          |          | 18   |
| 19     | 24 | Timo Glock         | Virgin-Cosworth      | 1:59.728 |          |          | 19   |
| 20     | 18 | Jarno Trulli       | Lotus-Cosworth       | 1:59.852 |          |          | 20   |
| 21     | 19 | Heikki Kovalainen  | Lotus-Cosworth       | 2:00.313 |          |          | 21   |
| 22     | 25 | Lucas di Grassi    | Virgin-Cosworth      | 2:00.587 |          |          | 22   |
| 23     | 21 | Bruno Senna        | Hispania-Cosworth    | 2:03.240 |          |          | 23   |
| 24     | 20 | Karun Chandhok     | Hispania-Cosworth    | 2:04.904 |          |          | 24   |
| Fonteː |    |                    |                      |          |          |          |      |

### Corrida
| Pos.   | Nº | Piloto             | Construtor           | Voltas | Tempo/Diferença | Grid | Pontos     |
| ------ | -- | ------------------ | -------------------- | ------ | --------------- | ---- | ---------- |
| 1      | 8  | Fernando Alonso    | Ferrari              | 49     | 1:39:20.396     | 3    | 25         |
| 2      | 7  | Felipe Massa       | Ferrari              | 49     | + 16.099        | 2    | 18         |
| 3      | 2  | Lewis Hamilton     | McLaren-Mercedes     | 49     | + 23.182        | 4    | 15         |
| 4      | 5  | Sebastian Vettel   | Red Bull-Renault     | 49     | + 38.799        | 1    | 12         |
| 5      | 4  | Nico Rosberg       | Mercedes             | 49     | +40.213         | 5    | 10         |
| 6      | 3  | Michael Schumacher | Mercedes             | 49     | + 44.163        | 7    | 8          |
| 7      | 1  | Jenson Button      | McLaren-Mercedes     | 49     | + 45.280        | 8    | 6          |
| 8      | 6  | Mark Webber        | Red Bull-Renault     | 49     | +46.360         | 6    | 4          |
| 9      | 15 | Vitantonio Liuzzi  | Force India-Mercedes | 49     | + 53.008        | 12   | 2          |
| 10     | 9  | Rubens Barrichello | Williams-Cosworth    | 49     | + 1:02.489      | 11   | 1          |
| 11     | 11 | Robert Kubica      | Renault              | 49     | + 1:09.093      | 9    |            |
| 12     | 14 | Adrian Sutil       | Force India-Mercedes | 49     | + 1:22.958      | 10   |            |
| 13     | 17 | Jaime Alguersuari  | Toro Rosso-Ferrari   | 49     | + 1:32.656      | 18   |            |
| 14     | 10 | Nico Hülkenberg    | Williams-Cosworth    | 48     | + 1 volta       | 13   |            |
| 15     | 19 | Heikki Kovalainen  | Lotus-Cosworth       | 47     | + 2 voltas      | 21   |            |
| 16     | 16 | Sébastien Buemi    | Toro Rosso-Ferrari   | 46     | Pane elétrica   | 15   | [ nota 2 ] |
| 17     | 18 | Jarno Trulli       | Lotus-Cosworth       | 46     | Pane hidráulica | 20   | [ nota 2 ] |
| Ret    | 22 | Pedro de la Rosa   | BMW Sauber-Ferrari   | 28     | Pane hidráulica | 14   |            |
| Ret    | 21 | Bruno Senna        | Hispania-Cosworth    | 17     | Caixa de ar     | 23   |            |
| Ret    | 24 | Timo Glock         | Virgin-Cosworth      | 16     | Câmbio          | 19   |            |
| Ret    | 12 | Vitaly Petrov      | Renault              | 13     | Suspensão       | 17   |            |
| Ret    | 23 | Kamui Kobayashi    | BMW Sauber-Ferrari   | 11     | Motor           | 16   |            |
| Ret    | 25 | Lucas di Grassi    | Virgin-Cosworth      | 2      | Pane hidráulica | 22   |            |
| Ret    | 20 | Karun Chandhok     | Hispania-Cosworth    | 1      | Acidente        | 24   |            |
| Fonte: |    |                    |                      |        |                 |      |            |

## Tabela do campeonato após a corrida
| Pos.   | Piloto           | Pontos |
| ------ | ---------------- | ------ |
| 1      | Fernando Alonso  | 25     |
| 2      | Felipe Massa     | 18     |
| 3      | Lewis Hamilton   | 15     |
| 4      | Sebastian Vettel | 12     |
| 5      | Nico Rosberg     | 10     |
| Fonte: |                  |        |

| Pos.   | Construtor           | Pontos |
| ------ | -------------------- | ------ |
| 1      | Ferrari              | 43     |
| 2      | McLaren–Mercedes     | 21     |
| 3      | Mercedes             | 18     |
| 4      | Red Bull-Renault     | 16     |
| 5      | Force India–Mercedes | 2      |
| Fonte: |                      |        |

- Nota: Somente as primeiras cinco posições estão listadas.